# Botnia Exploration
Botnia Exploration är ett svenskt gruvföretag, som sedan augusti 2024 bryter guldmalm i Fäbodtjärngruvan strax väster om Vindelgransele i Lycksele kommun.
Botnia Exploration, som grundades 2007, har sedan år 2009 bedrivit prospekteringsverksamhet i Skelleftefältet, vilken så småningom fokuserats på två områden kring Vindelgransele: Vargbäcken och Fäbodtjärn. På båda ställen anses finnas under minst sex produktionsår brytvärda guldfyndigheter i kvartsgångar, vilka lämpar sig för underjordsbrytning i Fäbodtjärn och för brytning i dagbrott i Vargbäcken.
Anrikning av malmen från Fäbodtjärn anrikas till doréguld i Dragon Minings anrikningsverk i Svartliden, omkring 90 kilometer från gruvan.
Aktier i moderbolaget Botnia Exploration Holding börsnoterades 2010 på Aktietorget och är sedan 2017 listade på Nasdaq First North.